# Hydac

Компанія HYDAC International — німецький виробник гідравлічного та фільтраційного обладнання. Головний офіс компанії розташований в місті Зульцбах Саарланд.

## Виробничі потужності та філії
Підприємство засновано у 1963  році та нараховує близько 6000 співробітників у всьому світі. Виробничі потужності розташовані в місті Зульцбах (Саарланд), Геттелборн, Нойнкирхен, Саарбрюккен та Дудвайлер. В распоряджені підприємства 15 офісів в Німеччині та близько 50 філій за кордоном, а також більш ніж 500 партнерів в усьому світі. Частково власне виробництво та ринки збуту розташовані в Азії в Індії (1994), Сінгапурі (1995), Китаї (1996), Японії (1998), Південній Кореї (1999), Малайзії (1999).

## Підрозділи
Підрозділи компанії утворювалися або як що спеціалізуються на виробництві певних видів продукції частини HYDAC International (назва починається з HYDAC), або ставали частиною компанії в результаті злиття (HYDROSAAR, NORDHYDRAULIC AB і QHP):

### Німеччина
- HYDAC Filter Systems GmbH, системи зневоднювання й устаткування для аналізу рідин;
- HYDROSAAR GmbH, гідравлічне обладнання для гірничої промисловості.
- HYDAC System GmbH, гідравлічні агрегати й установки;
- HYDAC Accessories GmbH, кріплення й приналежності;
- HYDAC Cooling GmbH, системи охолодження;
- HYDAC Technology GmbH, гідроакумулятори;
- HYDAC Electronic GmbH, електроніка і програмне забезпечення; 2008 рік - HYDAC і TTControl оголошують про стратегічне партнерство;
- HYDAC Filtertechnik GmbH, фільтри та фільтрувальні елементи;
- HYDAC Service GmbH, сервіс, монтаж і діагностика;
- HYDAC Fluidtechnik GmbH, компактна гідравліка;
- Kraeft GmbH Systemtechnik - розробка гідравлічних систем з електронним керуванням.

### Швеція
- NordHydraulic AB, гідравлічне обладнання.

### Велика Британія
- Quality Hydraulic Power Ltd (QHP), гідравлічне обладнання.

### Нідерланди
- HYCOM - комплектні гідравлічні системи та сервіс.

### Швейцарія
- BIERI HYDRAULIK AG,  гідравлічні насоси, клапани

## Дочірні компанії

### Польща
- HYDAC Sp. z o.o. Заснована в 1992 році. Спочатку офіс знаходився в Вроцлаве. У 2001 році HYDAC Sp. z o.o. відкриває представництва в Москві, Києвіі та Мінську. У 2004 році замість представництва в Росії створюється дочірнє підприємство ТОВ "ХЮДАК Інтернешнл", що володіє статусом Повноважного Представника компанії HYDAC на території Російської Федерації. У цьому ж році в Міколуві побудовані власні виробничі комплекси для створення гідравлічних станцій і головний офіс HYDAC Sp. z o.o. У 2008 Hydac відкриває своє офіційне Представництво в Донецьку.

## Сертифікати
ISO 9001, ISO 14001, OHSAS 18001